# پنجابی‌ها

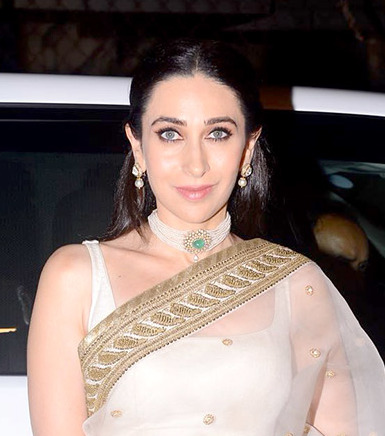
کاریشما کاپور، هنرپیشه پنجابی

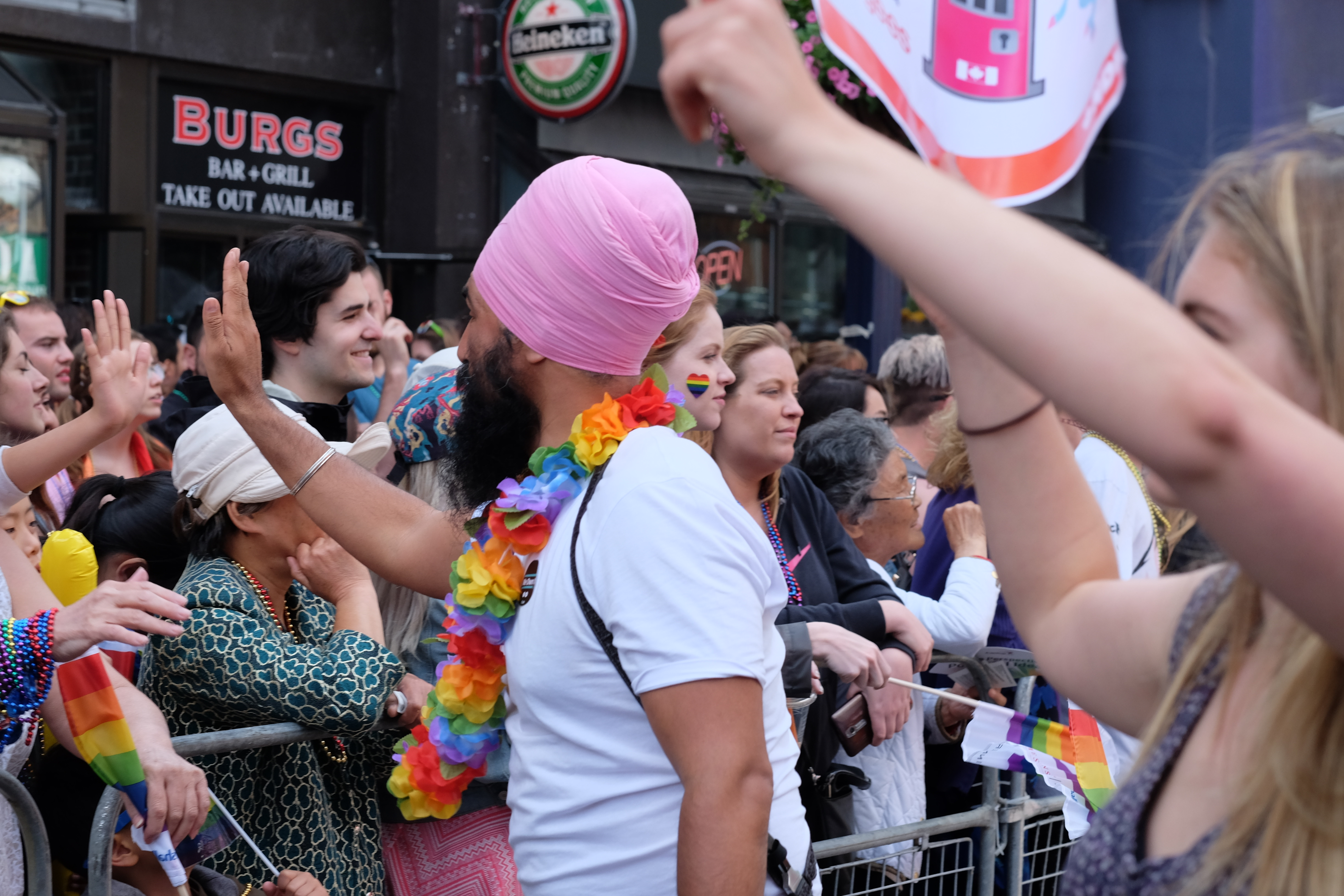
پنجابی کانادایی

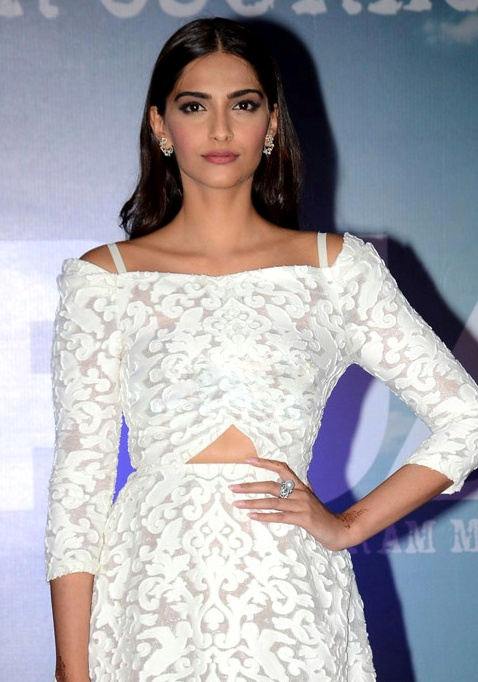
سونام کاپور، هنرپیشه پنجابی هند

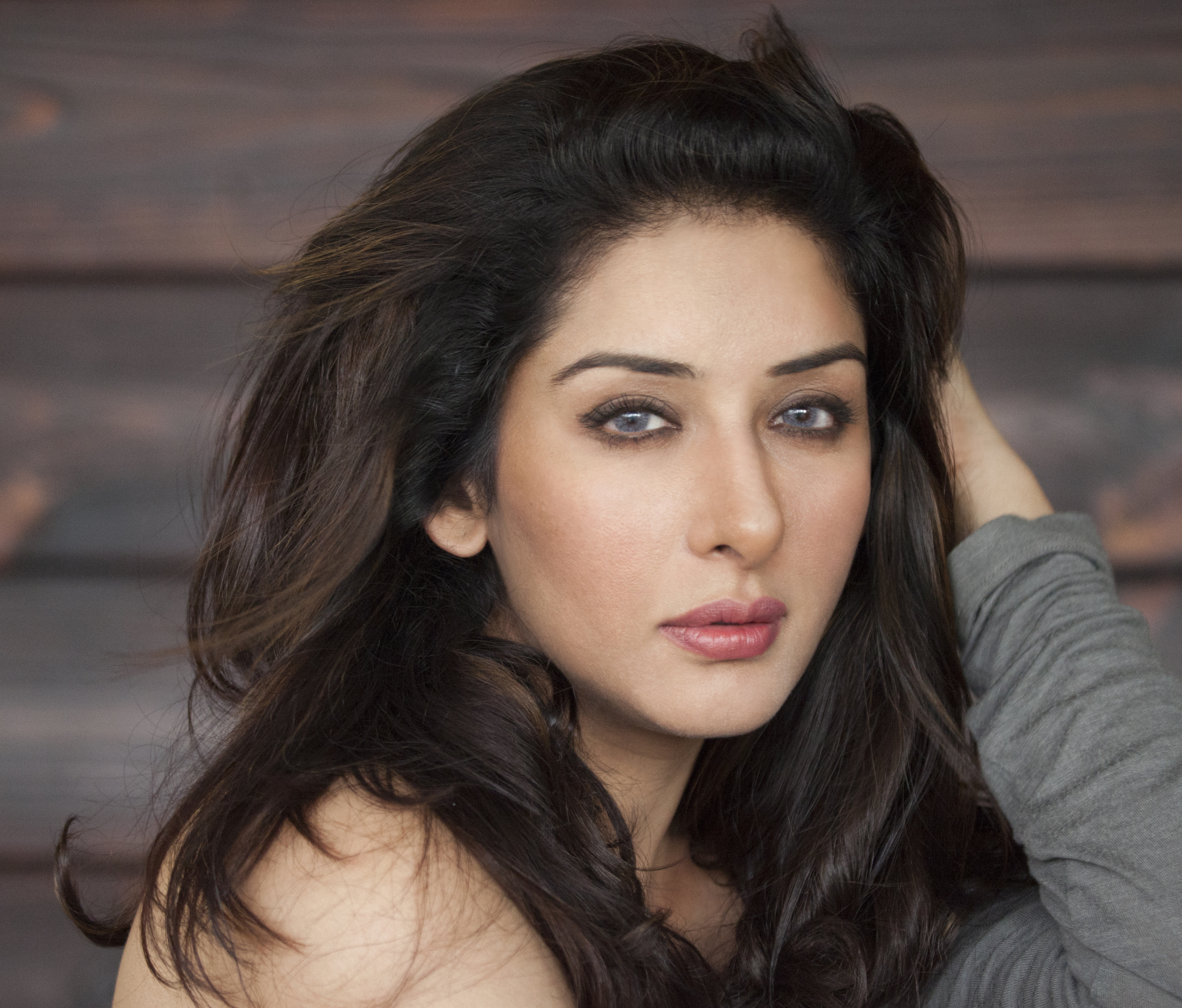
سامکشا سینگ، هنرپیشه پنجابی هند

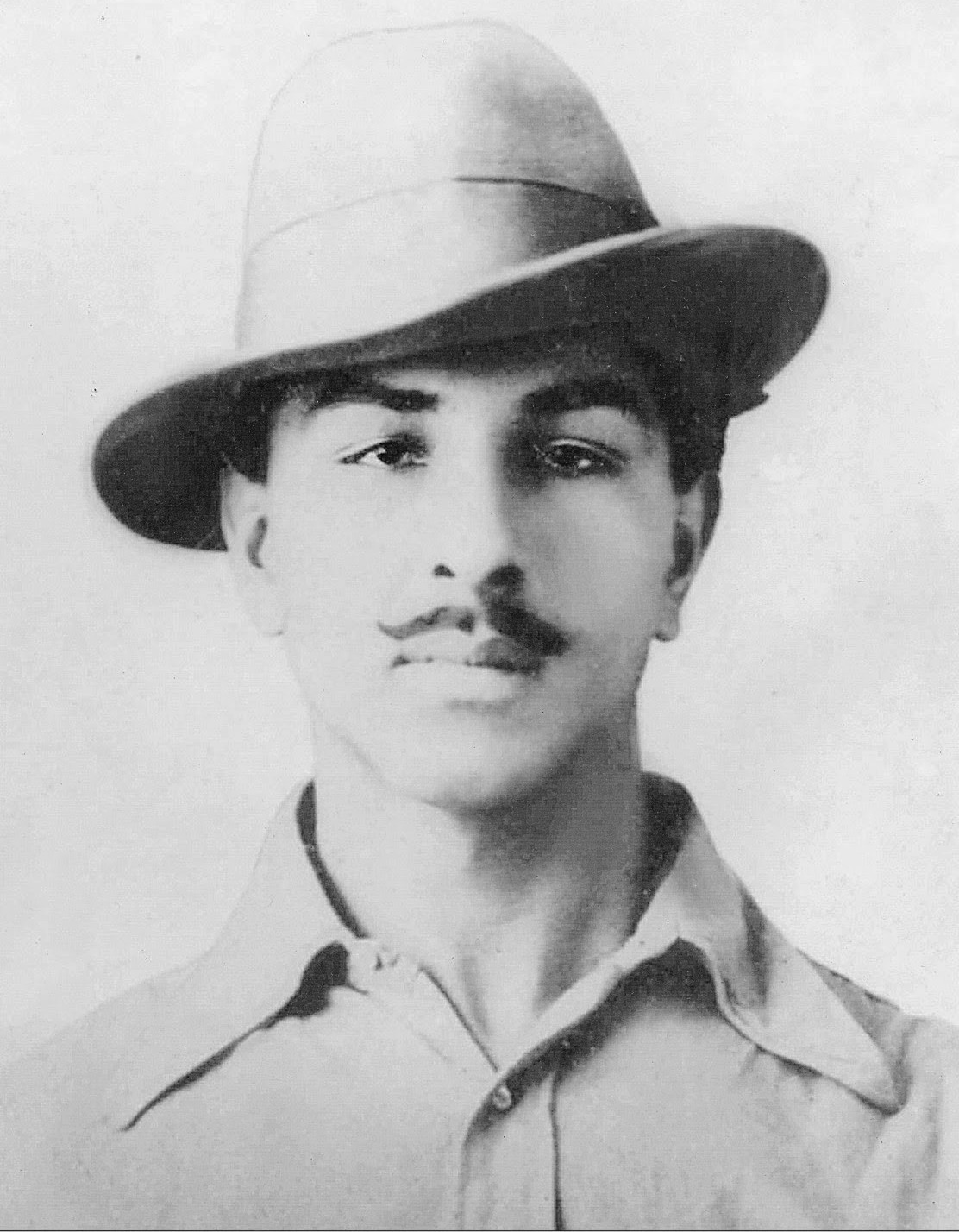
باگات سینگ، ملی‌گرای هند

مردم پنجابی یا مردم پنج‌آبی؛ پنجابی‌ها یا پنج‌آبی‌ها گروه قومی از مردم هندوآریایی زبان در شمال غرب شبه قاره هند می‌باشند که به‌طور عمده در منطقه کشمیر هند و پنج‌آب در هند و پاکستان به سر می‌برند. همچنین شمار زیادی از پنجابی‌ها شهروند کشور‌های آنگلوساکسن، به‌خصوص در کانادا و ایالات متحده هستند. پنجابی‌های هند اکثریت سیک و‌ هندو هستند و پنجاب هند تنها منطقه جهان با اکثریت سیک محسوب می‌شود. در پنجاب پاکستان اکثریت افراد مسلمان هستند با شمار قابل توجهی از اقلیت هندو. زبان آئینی سیک پنجابی می‌باشد و گروه‌های اقلیت بودایی، مسیحی و جینی نیز در میان پنجابی‌های هند وجود دارند.